# Monika Bank
Monika Bank (ur. 11 listopada 1992) – polska judoczka.
Zawodniczka TS Gwardia Opole (2008-2013). Dwukrotna brązowa medalistka Pucharu Europy juniorek (2011 Cetniewo, 2011 Praga). Dwukrotna brązowa medalistka mistrzostw Polski seniorek (2010, 2012). Ponadto m.in. dwukrotna mistrzyni Polski juniorek (2010, 2011).